# Francie na Letních olympijských hrách 1992
Francii na Letních olympijských hrách v roce 1992 ve španělské Barceloně reprezentovala výprava 339 sportovců (241 mužů a 98 žen) ve 25 sportech.

## Medailisté
| Medaile | Jméno | Sport             | Soutěž                          |
| ------- | --- | ----------------- | ------------------------------- |
| Zlato   | Sebastien Flute | Lukostřelba       | Muži jednotlivci                |
| Zlato   | Marie-José Pérecová | Atletika          | Ženy běh na 400 m               |
| Zlato   | Philippe Omnès | Šerm              | Muži fleret                     |
| Zlato   | Éric Srecki | Šerm              | Muži kord                       |
| Zlato   | Cécile Nowaková | Judo              | Ženy do 48 kg                   |
| Zlato   | Catherine Fleuryová | Judo              | Ženy do 61 kg                   |
| Zlato   | Franck David | Jachting          | Muži třída Lechner              |
| Zlato   | Nicolas Hénard Yves Loday | Jachting          | Muži třída Tornado              |
| Stříbro | Sylvain Curinier | Kanoistika        | K1 slalom muži                  |
| Stříbro | Jeannie Longová | Cyklistika        | Ženy silniční závod jednotlivců |
| Stříbro | Pascal Tayot | Judo              | Muži do 86 kg                   |
| Stříbro | Franck Badiou | Sportovní střelba | Muži 10 metrů vzduchová puška   |
| Stříbro | Jean-Philippe Gatien | Stolní tenis      | Muži dvouhra                    |
| Bronz   | Olivier Boivin Didier Hoyer | Kanoistika        | C2 1000 metrů muži              |
| Bronz   | Jacky Avril | Kanoistika        | C1 slalom muži                  |
| Bronz   | Frank Adisson Wilfrid Forgues | Kanoistika        | C2 slalom muži                  |
| Bronz   | Hervé Boussard Didier Faivre-Pierret Philippe Gaumont Jean-Louis Harel | Cyklistika        | Muži Časovka družstev           |
| Bronz   | Hubert Bourdy Hervé Godignon Eric Navet Michel Robert | Jezdectví         | Parkurové skákání – družstva    |
| Bronz   | Jean-Michel Henry | Šerm              | Muži kord                       |
| Bronz   | Jean-François Lamour | Šerm              | Muži šavle                      |
| Bronz   | Jean-Philippe Daurelle Franck Ducheix Hervé Granger-Veyron Pierre Guichot Jean-François Lamour | Šerm              | Družstvo mužů šavle             |
| Bronz   | Philippe Debureau Philippe Gardent Denis Lathoud Pascal Mahe Philippe Medard Gael Monthurel Laurent Munier Frédéric Perez Thierry Perreux Alain Portes Eric Quintin Jackson Richardson Stéphane Stoecklin Jean-Luc Thiebaut Denis Tristant Frederic Volle | Házená            | Turnaj mužů                     |
| Bronz   | Bertrand Damaisin | Judo              | Muži do 78 kg                   |
| Bronz   | David Douillet | Judo              | Muži nad 95 kg                  |
| Bronz   | Laëtitia Meignanová | Judo              | Ženy do 72 kg                   |
| Bronz   | Natalina Lupinová | Judo              | Ženy nad 72 kg                  |
| Bronz   | Stéphan Caron | Plavání           | Muži 100 m volný způsob         |
| Bronz   | Franck Esposito | Plavání           | Muži 200 m motýlek              |
| Bronz   | Catherine Plewinski | Plavání           | Ženy 100 m motýlek              |